# Ісіда (дочка Аменхотепа III)
Ісіда (названа на честь богині Ісіди; XIV століття до н. е. Фіви, Луксор, Єгипет) — єгипетська велика цариця XVIII династії, третя дочка (після Сітамун і Хенуттанеб) фараона Аменхотепа III і його «великої дружини» Тії.

## Біографічні дані
Стала дружиною свого батька Аменхотепа III під час другого фестивалю Хеб-Сед, який святкувався на 34-й рік його правління. Отримала титул «Велика дружина царя».Очевидно, займала високе положення при дворі, оскільки її ім'я укладено в картуш.
Зображена в храмі Солеба з батьками і сестрою Хенуттанеб. Згадана на сердоліковій дошці (в даний час в Нью-йоркському Метрополітен-музеї) з Хенуттанеб. Коробка в Гуробі і пара кайалів (стародавня фарба для повік) ймовірно належать їй. На червоному браслеті зображена з сестрами, брязкаючи систром перед Батьком і матір'ю.
Після смерті Аменхотепа III Ісіда не згадується.

## Родина
Аменхотеп III одружився з Тією і у них було 9 дітей:
- старший син Тутмос
- син Аменхотеп IV (майбутній Ехнатон)
- імовірно Сменхкара
- дочка Сітамун
- дочка Ісіда
- дочка Хенуттанеб
- дочка Небетах
- дочка Бакетатон
- дочка KV35YL